# Симеон (Голубка)
Архієпископ Симеон (в миру —  Степан Михайлович Голубка; нар. 26 листопада 1968 року) — архієрей УПЦ МП, архієпископ Угольський, вікарій Хустської єпархії, настоятель чоловічого монастиря на честь прп. Симеона Стовпника в Виноградові Закарпатської області. За даними OSINT-розслідування групи Molfar є громадянином Росії.
Тезоіменитство — 14 вересня (1 вересня за старим стилем в день пам'яті прп. Симеона Стовпника).

## Життєпис
Народився 26 листопада 1968 року в с. Угля Тячівського району Закарпатської області, охрещений в храмі Різдва Пресвятої Богородиці в с. Угля Тячівського району Закарпатської області.
1975–1983 роки — навчався в Углянській середній школі. 
З 1983 по 1985 рік навчався в ПТУ № 14 в м. Тячів. 
З 1983 по 1986 рік навчався в Тересвянській ЗОШ. 1985-1986 роках працював робочим на деревообробному комбінаті в смт. Тересва (Закарпатська обл.). 
1986–1988 роки — строкова військова служба в лавах ВПС, заступник командира взводу, сержант.
1989–1996 роки — навчався у Московській духовній семінарії.
9 липня 1991 року архієпископом Мукачівським і Ужгородським Євфимієм (Шутаком) був звершений чернечий постриг у Свято-Троїцькому монастирі м. Хуст-Городилово Закарпатської області. 
12 липня 1991 року висвячений тим же архієреєм у сан диякона. 
2 серпня того ж року висвячений у сан пресвітера архієпископом Саввою (Бабинець).
У 1991-1992 рр. ніс послух духівника Свято-Успенського жіночого монастиря в с. Угля Тячівського району Закарпатської області. 
У 1992-1993 рр. — штатний священик Свято-Успенського храму в м. Виноградів Закарпатської області.
1993-1995 роки — у відрядженні в Пряшівську єпархію (Православна Церква Чеських земель і Словаччини).
З 1995 по 1996 рік — штатний священик Свято-Успенського храму в м. Виноградів Закарпатської області. 
З 1996 року — настоятель цього ж храму (станом на жовтень 2019 року).
З 1997 по 2001 рік навчався в Пряшівському університеті ім. Павла Йозефа Шафарика (Словаччина) на богословському факультеті. Закінчив 4 курси, станом на квітень 2019 року — в академічній відпустці у зв'язку з несенням послуху настоятеля монастиря прп. Симеона Стовпника в м. Виноградів. 
Володіє словацькою мовою.
З 2001 року і по теперішній час (станом на жовтень 2019 року) — настоятель чоловічого монастиря на честь прп. Симеона Стовпника в м. Виноградів Закарпатської області. 
З 2015 року і по теперішній час (станом на жовтень 2019 року) — член єпархіального церковного суду  Хустської єпархії.
Був возведений в сан архімандрита .

## Архієрейське служіння
3 квітня 2019 року синод РПЦвУ призначив Симеона єпископом Угольським, вікарієм Хустської єпархії. 
7 квітня 2019 року архієрейську хіротонію над у храмі на честь преподобних Антонія і Феодосія Свято-Успенської Києво-Печерської Лаври звершив митрополит Київський і всієї України Онуфрій (Березовський). Йому співслужили співслужили митрополити Хустський і Виноградівський Марк (Петровцій), Донецький і Маріупольський Іларіон (Шукало), Вишгородський і Чорнобильський Павло (Лебідь), Луганський і Алчевський Митрофан (Юрчук), Бориспільський і Броварський Антоній (Паканич), Архангельський і Холмогорський Даниїл (Доровських) (РПЦ), Херсонський і Таврійський Іоанн (Сіопко), Могилів-Подільський і Шаргородський Агапіт (Бевцик), Святогірський Арсеній (Яковенко), Уманський і Звенигородський Пантелеймон (Луговий), архієпископи Бучанський Пантелеімон (Бащук) та Бердянський і Приморський Єфрем (Яринко), єпископи Сергієво-Посадський Парамон (Голубка) (РПЦ), Баришівський Віктор (Коцаба), Білогородський Сильвестр (Стойчев) та Переяслав-Хмельницький Діонісій (Пилипчук) .
17 серпня 2024 року возведений в сан архієпископа.

### Сімейні зв'язки
У зв'язку з тим, що молодший брат єп. Симеона — Парамон (Голубка) є впливовим архієреєм РПЦ — єпископом Сергієво-Посадським, вікарієм патріарха Московського і всієї Русі, намісником Троїце-Сергієвої Лаври, а сестра — ігуменія Серафима (Голубка) є казначеєм Архангельскої єпархії РПЦвУ в пресі з'явилися публікації про утворення «клану Доровських-Голубок» до якого, крім названих церковнослужителів зараховують митрополита Архангельського і Холмогорського Даниїла (Доровських) та архієпископа Орловського та Болховського Тихона (Доровських)